# 焦尔达诺·图里尼
焦尔达诺·图里尼（義大利語：Giordano Turrini，1942年3月28日—），意大利男子自行车运动员。他曾代表意大利参加1968年夏季奥林匹克运动会自行车比赛，获得男子个人竞速赛银牌。